# Peso mexicain
Pour les articles homonymes, voir Peso.
Le peso mexicain (symbole : $, code ISO : MXN) est la monnaie officielle du Mexique depuis 1863, en remplacement du réal mexicain.

## Histoire
Dans la période précolombienne, le cacao et le jade étaient utilisés comme moyen d'échange. À la suite de la conquête espagnole, les premières monnaies en circulation en Nouvelle-Espagne étaient frappées en Espagne. Le pesage de ces pièces en argent est à l'origine du nom de peso (« poids », en espagnol),.
La première monnaie frappée en Nouvelle-Espagne était en or de tepuzque, un alliage de cuivre à faible concentration d'or qui fut mal reçu par la population indigène. En 1535, à l'arrivée du vice-roi de Nouvelle-Espagne Antonio de Mendoza, les pièces en circulation devinrent les real de a ocho ou peso duro, fabriquées en argent. Elles étaient frappées dans l'hôtel de la Monnaie de la vice-royauté, fondé la même année.
En accord avec le décret signé le 6 juillet 1785, la monnaie frappée en Nouvelle-Espagne constituait la base du système monétaire des États-Unis jusqu’au 2 avril 1792, date à laquelle les États-Unis passèrent le Coinage Act of 1792 et créèrent leur propre monnaie. La pièce de 8 réaux mexicaine y resta moyen de paiement légal jusqu'en 1857.
Cette pièce d'argent (la pièce de huit) était définie par les normes légales héritées de l'Espagne comme pesant 27,067 4 grammes, au titre qui varia de 931,1 millièmes jusqu'en 1731, passant à 916,6 millièmes en 1732, puis à 902,7 millièmes en 1772, puis en 1791 à 896,0 millièmes, pour revenir en 1811 à 902,7 millièmes, seul son poids légal ne variant pas.
Un calcul très sérieux fondé sur des données officielles donne le chiffre de 3 292 217 390 pesos d'argent frappés entre 1537 et 1892 au Mexique.
Le système monétaire était composé jusqu'à l'entrée en vigueur du peso « décimal » du peso valant 100 centavos, équivalent exact de l'ancienne pièce de  8 réales, lui-même valant la moitié d'un escudo-or.
Les premières pièces décimales mises en circulation le furent en 1863 : un centavo en cuivre et 10 centavos en argent, par le gouvernement de Benito Juárez.

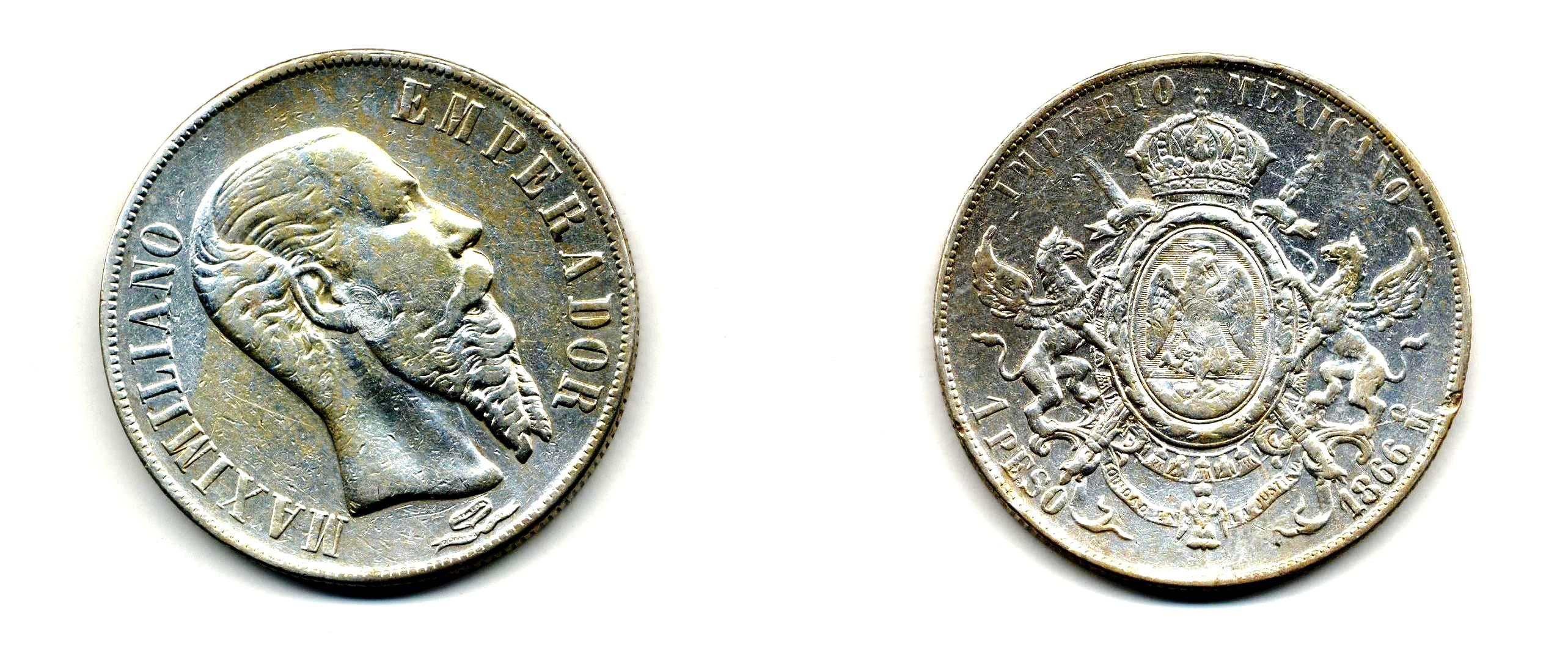
Peso de 1866 à l'effigie de Maximilien I^{er}.

La première mention peso apparaît le 1er janvier 1823 avec les premiers billets de banque émis au Mexique par Agustín de Iturbide durant le Premier Empire mexicain. Il s'agit de billets de 1, 2, 5 et 10 pesos.
Une série de 1, 2 et 10 pesos fut mise en circulation par le gouvernement républicain le 5 mai 1823. Ces deux émissions n'eurent aucun succès et se révèlent très impopulaires.
La première pièce de monnaie portant la mention peso fut frappée en argent (27,067 4 g) pendant le Second Empire mexicain en 1866 à l'effigie de Maximilien Ier, dont les graveurs sont les artistes mexicains Navalón, Ocampo et Spíritu, pièce très semblable dans son design à la pièce contemporaine de 5 francs français à l'effigie de Napoléon III gravée par Louis Charles  Bouvet ainsi que les premières pièces de 5, 10 et 50 centavos.
Une « curiosité » moderne inventée de toutes pièces est le « peso-or », prétendument daté de 1865, qui n'a jamais existé du temps de Maximilien. Cette fantaisie « monétaire » ne correspond en rien au monnayage mexicain en matière de poids, de diamètre ou de style, de plus il ne porte pas la mention peso. Peut-être de fabrication italienne au départ, elle semble provenir actuellement d'Extrême-Orient, il n'est pas de fabrication mexicaine. Son contenu en or est plus que douteux, pour les pièces frappées ces 20 dernières années.

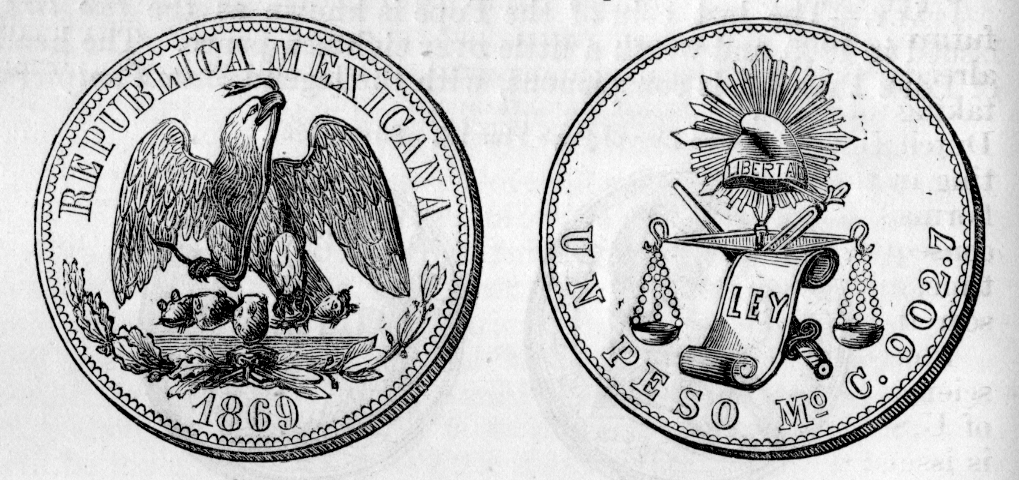
Face et revers du peso de 1869.

Le premier peso aux armes de la République fut frappé en 1869. Ce type de pièce ne connut pas un grand succès à l'exportation ainsi que du public mexicain en général car il était inférieur de 2 mm en diamètre (37 mm) à la pièce de 8 réales du même poids et titre en argent. On abandonna donc ce peso en 1874, tout en conservant les autres pièces décimales qui, elles, n'étaient destinées qu'à un usage interne, pour ne frapper que des 8 réales à l'ancien type car elles étaient appréciées comme moyens d'échange et de thésaurisation en Extrême-Orient (en Chine tout particulièrement mais aussi au Japon, en Thaïlande et en Malaisie). Elles étaient aussi un moyen pratique pour le Mexique d'exporter sa production d'argent.
La pièce retrouva définitivement son nom de « Peso » en 1898 dans une version très identique tant en diamètre qu'en design à l'ancienne pièce de 8 réales et contenant la même quantité d'argent.
Cette monnaie fut elle aussi très populaire en Chine où elle circula jusque dans les années 1950, à tel point qu'en 1949 elle fut refrappée (avec la date 1898 et le différent d'atelier  monétaire M° de la Casa de Moneda de México ) à la Monnaie de San Francisco à 2 000 000 exemplaires, ainsi que dans celle  de Mexico à 8 250 000 exemplaires sur demande et à l'usage du gouvernement nationaliste de Tchang Kaï-Chek qui s'en servit principalement pour solder les troupes. Ce fait est suffisamment rare, voire exceptionnel, dans l'histoire des monnaies mondiales pour être signalé.
Durant la révolution mexicaine, Francisco Villa et Emiliano Zapata émirent des pesos d'argent dans leurs zones d'influence. Villa, qui contrôlait des zones minières dans le nord du pays en fit frapper principalement à Parral et à Chihuahua.
La première pièce de 1 peso ne contenant pas d'argent fut mise en circulation en 1970.

## Monnaies

Évolution du taux de change du peso mexicain par rapport à l'euro depuis 2008.

Les monnaies actuellement en circulation :
- 10 centavos, 20 centavos, 50 centavos en acier inoxydable.
- 1 peso, 2 pesos, 5 pesos (bi-métallique) centre en bronze d'aluminium anneau extérieur en acier inox.
- 10 pesos (bi-métallique) centre en maillechort anneau extérieur en bronze d'aluminium.
- 20 pesos (bi-métallique) centre en cupro-nickel anneau extérieur en bronze d'aluminium.

Il existe d'autres valeurs, ce sont des monnaies commémoratives de cours légal mais ne circulant pas.

## Taux de Change
Au 27 aout 2024 à 2h30 :
1 EUR = 21,64 MXN
1 USD = 19,38 MXN
100 JPY = 13,40 MXN
1 GBP = 25,57 MXN
1 CHF = 22,88 MXN

## Billets
Les billets de banque actuels couvrent les six valeurs suivantes :
- 20 pesos (en matière plastique, polypropylène)
- 50 pesos (en matière plastique)
- 100 pesos
- 200 pesos
- 500 pesos
- 1 000 pesos